# Alternaria solani
Alternaria solani orsakar torrfläcksjuka hos  potatis och tomater.